# 伊戈爾·科內特
伊戈爾·亞歷山德羅維奇·科內特（俄语：Игорь Александрович Корнет，羅馬化：Igor' Aleksandrovich Kornet，1973年4月29日—），也被呼號TT，盧甘斯克人民共和國的政治家和軍事領導人，軍銜警察少將。其自2014年8月27日起為盧甘斯克人民共和國內政部長。

## 生平
1973年4月29日，伊戈爾·科內特出生於伏羅希洛夫格勒（今盧漢斯克），其父親是蘇聯陸軍軍官亞歷山大·科內特。1989年，他從位於東德薩勒河畔哈勒的蘇軍駐德集群學校畢業，之後進入第聶伯羅彼得羅夫斯克砲兵學校。
1993年科內特進入烏克蘭內政部任職。1999年，他被免去盧甘斯克地區奧克佳布爾區警察局的職務。直到2014年，他在烏克蘭內政部盧甘斯克地區擔任刑事調查官。在頓巴斯戰爭中，他改投盧甘斯克人民共和國
而烏克蘭則引用《烏克蘭刑法典》第1條第109項「旨在暴力改變或推翻憲法秩序或篡奪國家權力的行動」，對科內特展開刑事訴訟及通緝。
科內特有兩段婚姻，前妻為他誕下長女瑪麗娜·伊戈列夫娜·科內特，是哈爾科夫智者雅羅斯拉夫國立法律大學四年級學生。科內特現任妻子為娜塔莉亞·科內特，為其誕下一女一子，次女克塞尼亞·科內特，是薩馬拉第一七五學校的學生，熱愛馬術運動；長子為基里爾·科內特。

## 事蹟

### 2017年盧甘斯克人民共和國政變
科內特自2014年8月27日任盧甘斯克人民共和國內政部長，他日益與盧甘斯克人民共和國首腦伊戈爾·普羅特尼茨基不和。2017年11月20日，普羅特尼茨基指控科內特侵吞他人房產，列寧斯基地方法院裁定撤去科內特職務。但科內特拒絕離職，無視普羅特尼茨基的命令，宣佈繼續擔任部長，並發動政變，逮捕了反對科內特的要員。政變軍佔領整個盧甘斯克市中心、內政部大樓和盧甘斯克人民共和國的國家電視廣播公司，表示阻止烏克蘭破壞和偵察小組試圖滲透共和國領土。政變結果是普羅特尼茨基於11月25日辭去首腦職務，逃亡至莫斯科，而科內特繼續留任內政部長。

### 俄羅斯入侵烏克蘭
2022年俄羅斯入侵烏克蘭，俄羅斯當局不滿盧甘斯克人民共和國在戰爭中的無能，開始清洗盧甘斯克人民共和國領導層。據烏克蘭情報機構稱，俄羅斯聯邦偵查委員會指控科內特於2016年11月涉嫌參與謀殺俄羅斯公民阿爾喬姆·布爾加科夫，其被俄羅斯聯邦安全局逮捕，關押在頓河畔羅斯托夫的聯邦安全局拘留中心。盧甘斯克人民共和國首腦列昂尼德·帕謝奇尼克表示「正在盡一切努力爭取釋放科內特並恢復他的職務」。
2023年5月15日，盧甘斯克市中心的一个理发厅发生爆炸，伊戈爾·科內特被炸傷。

## 榮譽
- 二級英勇勳章[27]
- 信仰與意志勳章[27]
- 勝利70週年勳章[27]
- 2014年盧甘斯克之戰勳章[27]
- 保衛盧甘斯克勳章[27]